# Kangos
Kangos (meänkieli: Kangonen) är en tätort i Junosuando distrikt (Junosuando socken) i Pajala kommun i Norrbottens län, belägen vid Lainioälven.

## Historia
Kangos grundades på 1630-talet av Simon Hendersson, vilken var av okänt ursprung, men möjligtvis svåger eller svärson till Nils Ludvisson Lodwijk, Lovikkas grundläggare.[källa behövs]

### Stenåldersfynd
Några kilometer norr om Kangos finns lämningar efter en lägerplats från stenåldern som när den daterades var den dittills äldsta kända i Norrland. 2009 upptäcktes en äldre boplats i Aareavaara. Lämningen ligger alldeles intill väg 886 på östra sidan av Lainioälven och undersöktes 2004 i samband med att vägen skulle breddas. I en härdgrop hittades brända ben som med kol-14-metoden kunde dateras till 8 555 ±65 år B.P., vilket innebär att den är ungefär 9 800 år gammal, alltså från mesolitikum. Lägerplatsen låg då någon mil från stranden Ancylussjön, Östersjöns föregångare. Landskapet var förmodligen tundraliknande. De brända benen har kunnat artbestämmas till ren och gädda, arter som också hittats vid den ungefärligt samtida boplatsen vid Dumpokjauratj i Arjeplogs kommun. Fynd av renben är annars mycket sällsynta på norrländska stenåldersboplatser. Lägerplatsen i Kangos är därmed en av ytterst få boplatser som har lämningar efter de renjägare som måste ha varit de första som koloniserade området efter inlandsisens avsmältning.

### Befolkningsutveckling
| Befolkningsutvecklingen i Kangos 1950–2020 | Befolkningsutvecklingen i Kangos 1950–2020 | Befolkningsutvecklingen i Kangos 1950–2020 | Befolkningsutvecklingen i Kangos 1950–2020 | Befolkningsutvecklingen i Kangos 1950–2020 |
| --- | ------------------------------------------ | ------------------------------------------ | ------------------------------------------ | ------------------------------------------ |
| |                                            |                                            |                                            |                                            |
| År |                                            |                                            | Folkmängd                                  | Areal (ha)                                 |
| 1950 | 1950                                       |                                            | 559                                        | ##                                         |
| 1960 | 1960                                       |                                            | 459                                        | 182                                        |
| 1965 | 1965                                       |                                            | 387                                        | 177                                        |
| 1970 | 1970                                       |                                            | 360                                        | 177                                        |
| 1975 | 1975                                       |                                            | 302                                        | 120                                        |
| 1980 | 1980                                       |                                            | 329                                        | 147                                        |
| 1990 | 1990                                       |                                            | 315                                        | 147                                        |
| 1995 | 1995                                       |                                            | 299                                        | 147                                        |
| 2000 | 2000                                       |                                            | 293                                        | 148                                        |
| 2005 | 2005                                       |                                            | 278                                        | 146                                        |
| 2010 | 2010                                       |                                            | 252                                        | 147                                        |
| 2015 | 2015                                       |                                            | 245                                        | 146                                        |
| 2016 | 2016                                       |                                            | 233                                        | 146##                                      |
| 2020 | 2020                                       |                                            | 226                                        | 146                                        |
| Anm.: ## Som tätort/befolkningsagglomeration 1920–1950. ## Arean 31 december 2016, 2017 och 2018 fortsatt samma som avgränsades som tätort 2015. |                                            |                                            |                                            |                                            |

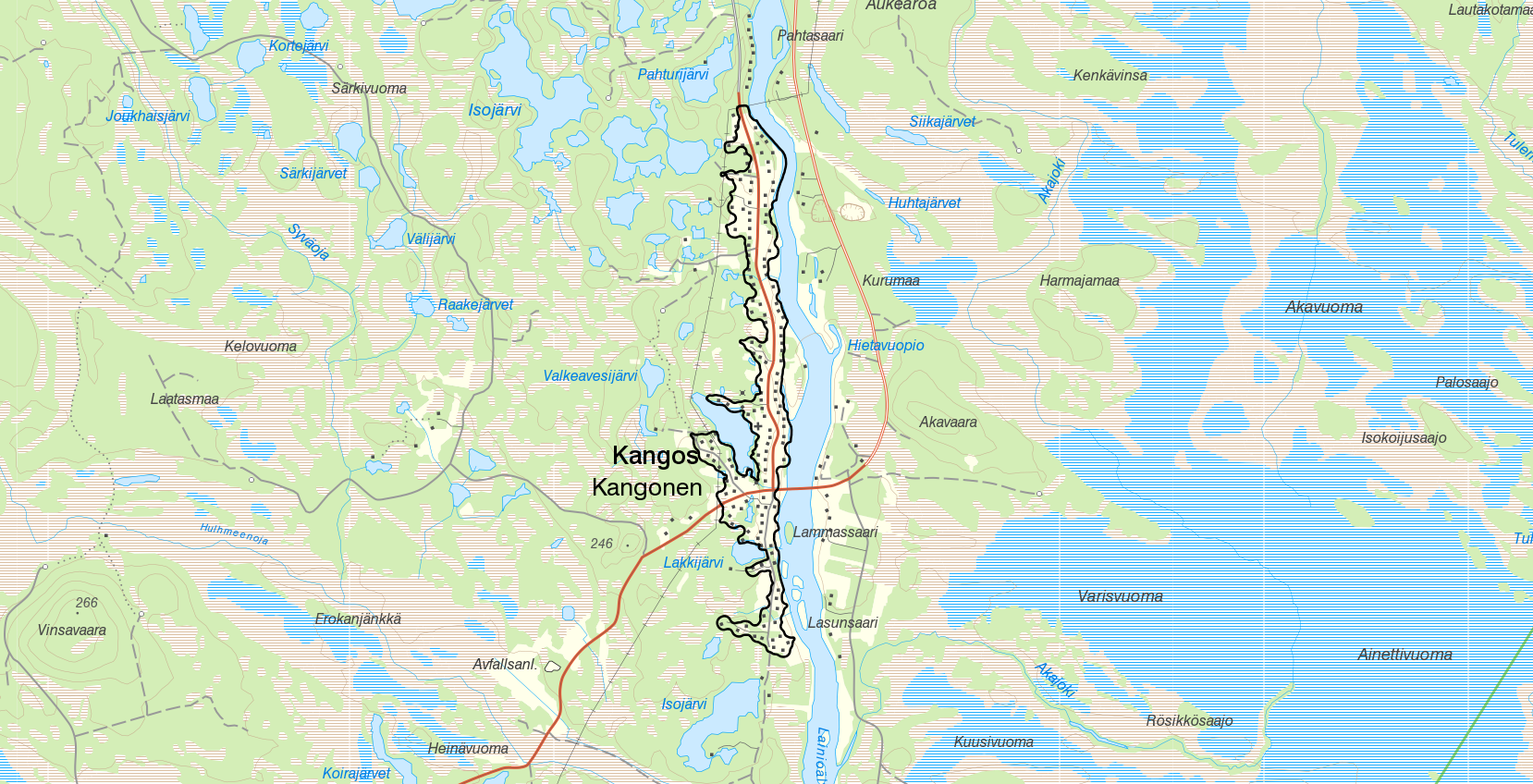
Den av Statistiska centralbyrån avgränsade tätorten Kangos, med gränserna från tätortsavgränsningen 2015.

Vid folkräkningen år 1890 var 233 personer skrivna i Kangos.

## Samhället
I Kangos finns det bl.a F-9 grundskola, livsmedelsbutik, post, busshållplats, gym och café. 
Kangos kyrka finns även här.